# Radepont
Radepont település Franciaországban, Eure megyében. Lakosainak száma 643 fő (2022. január 1.). Radepont Amfreville-les-Champs, Bacqueville, Bourg-Beaudouin, Douville-sur-Andelle, Fleury-sur-Andelle, Pont-Saint-Pierre, Renneville, La Neuville-Chant-d’Oisel és Val d'Orger községekkel határos.

## Népesség
A település népességének változása:
| Lakosok száma | 739  | 647  | 737  | 756  | 679  | 663  | 657  | 662  | 655  | 643  |
|               | 1968 | 1982 | 1990 | 2006 | 2013 | 2015 | 2017 | 2019 | 2020 | 2022 |